# Diego Velázquez de Cuéllar
Diego Velázquez de Cuéllar (Cuéllar, 1465 – Santiago di Cuba, 12 giugno 1524) fu un conquistador spagnolo, nonché governatore di Cuba dal 1511 fino alla sua morte.
Nato a Cuéllar, presso Segovia, dalla famiglia nobile più influente della regione, arrivò nelle Indie Occidentali nel 1493 con il secondo viaggio di Cristoforo Colombo. Ottenne da Colombo prima il titolo di capitano dell'isola di Cuba e successivamente quello di governatore.

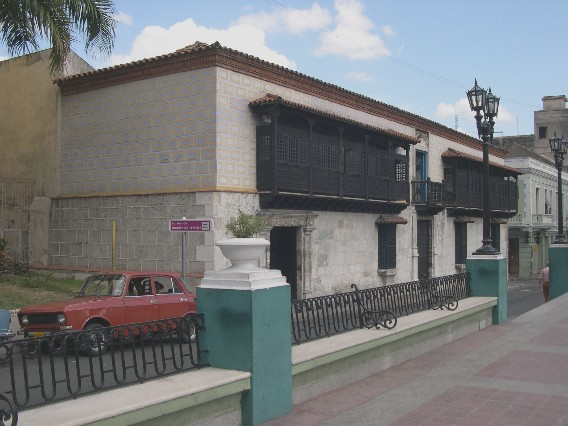
Casa di Diego Velázquez a Santiago di Cuba

A lui si devono le prime spedizioni nel continente americano; lo stesso Hernán Cortés inizialmente era stato inviato da lui, ma a seguito dell'ammutinamento di Cortés, Velázquez inviò un piccolo esercito per riportare il conquistatore del Messico a Cuba, ma il tentativo fallì; solo nel 1524 riuscì a far ribellare gli uomini di Cortés.

## Curiosità
- Il cantautore italiano Roberto Vecchioni gli ha dedicato il brano Velasquez, presente nell'album Elisir del 1976.